# من أجل عينيك فقط
من أجل عينيك فقط هو فيلم تجسس عام 1981 من إخراج جون جلين (في أول فيلم روائي طويل له) وإنتاج ألبرت ر.بروكولي . الفيلم من بطولة روجر مور في دور وكيل MI6 الخيالي جيمس بوند ، والنجوم المشاركين كارول بوكيه ، حاييم توبول ، لين هولي جونسون وجوليان جلوفر .
الفيلم الثاني عشر في سلسلة جيمس بوند من إنتاج شركة Eon Productions ، For Your Eyes Only، كتبه ريتشارد مايبوم ومايكل جي ويلسون ، استنادًا إلى قصتين قصيرتين لإيان فليمنج " For Your Eyes Only " و" Risico ". في المؤامرة، يحاول بوند تحديد موقع نظام قيادة الصواريخ بينما يتورط في شبكة من الخداع التي نسجها رجال الأعمال اليونانيون المتنافسون مع ميلينا هافلوك، وهي امرأة تسعى للانتقام لمقتل والديها. بعض عناصر الكتابة مستوحاة من روايات عش ودع الموت ، إصبع الذهب و في الخدمة السرية لصاحبة الجلالة.
بعد فيلم Moonraker الذي يركز على الخيال العلمي ، أراد المنتجون العودة إلى أسلوب أفلام بوند المبكرة وأعمال المبدع 007 فليمنج. اتبعت For Your Eyes Only نهجًا أكثر واقعية وأكثر واقعية وموضوعًا سرديًا للانتقام وعواقبه بدلاً من السرد الخيالي لـ Moonraker . وشملت مواقع التصوير اليونان وإيطاليا والمملكة المتحدة، بينما تم تصوير اللقطات تحت الماء في جزر البهاما . قامت شينا إيستون بأداء أغنية العنوان.
تم إصدار For Your Eyes Only في المملكة المتحدة في 24 يونيو 1981 وفي الولايات المتحدة بعد يومين؛ لقد تلقت استقبالًا نقديًا مختلطًا إلى إيجابيًا. تحسنت سمعة الفيلم بمرور الوقت، حيث أشاد المراجعون بالنبرة الأكثر جدية مقارنة بالإدخالات السابقة في السلسلة. حقق الفيلم نجاحًا ماليًا، حيث حقق 195.3 مليون دولار في جميع أنحاء العالم. كان هذا هو فيلم بوند الأخير الذي يتم توزيعه بواسطة United Artists فقط ؛ تم استيعاب الشركة من قبل شركة Metro-Goldwyn-Mayer بعد فترة وجيزة من إصدار هذا الفيلم.

## الميزانية والإيرادات
بلغت تكلفة إنتاج الفيلم حوالي 28 مليون دولار بينما حقق أرباحا تقدر بـ 194.9 مليون دولار.

## روابط خارجية
- من أجل عينيك فقط على موقع IMDb (الإنجليزية)
- من أجل عينيك فقط على موقع ميتاكريتيك (الإنجليزية)
- من أجل عينيك فقط على موقع روتن توميتوز (الإنجليزية)
- من أجل عينيك فقط على موقع نتفليكس (الإنجليزية)
- من أجل عينيك فقط على موقع قاعدة بيانات الأفلام العربية
- من أجل عينيك فقط على موقع ألو سيني (الفرنسية)
- من أجل عينيك فقط على موقع Turner Classic Movies (الإنجليزية)
- من أجل عينيك فقط على موقع أول موفي (الإنجليزية)
- من أجل عينيك فقط على موقع بوكس أوفيس موجو (الإنجليزية)
- من أجل عينيك فقط على موقع فيلمافينيتي (الإسبانية)